# Gerard de Rooy
Gerard de Rooy (21 juni 1980) is directeur van De Rooy Transport in Oud Gastel en Son en Breugel (Nederland) en een Nederlandse rallycoureur. De Brabander is voornamelijk bekend van zijn deelnames aan Le Dakar, welke hij in 2012 en 2016 won.

## Carrière
In 1988 had zijn vader Jan de Rooy zich na een ernstig ongeval, waarbij de navigator van de tweede vrachtwagen (van het team De Rooy Transport) Kees van Loevezijn het leven liet, teruggetrokken uit de rally Parijs-Dakar, maar na herhaaldelijk aandringen van Gerard de Rooy besloot Jan de Rooy in 2002, veertien jaar na het incident, terug te keren in de rally.
Bij Le Dakar 2002 reden vader en zoon met de DAF CF 85 naar een zesde eindklassering in het vrachtwagenklassement. In de edities die volgden reed Gerard de Rooy met een eigen truck, een DAF CF 75.
In Le Dakar 2003 viel De Rooy uit.
De Rooy behaalde in Le Dakar 2004 een derde en in Le Dakar 2005 een vijfde plaats bij de trucks.
Voor de editie van 2006 werden Jan en Gerard de Rooy gediskwalificeerd; de geprepareerde DAF-trucks kwamen niet door de technische keuring.
Bij de Le Dakar 2007 reden de De Rooy's met Ginaf-trucks, Gerard de Rooy viel voortijdig uit.
Gerard de Rooy zou in Le Dakar 2008 ook weer met een Ginaf aan de start verschijnen, maar dit toernooi werd voortijdig afgelast in verband met terreurdreiging. Als gevolg van deze afgelasting nam De Rooy deel aan een andere rally, de Transoriëntale Rally. Deze werd van 12 tot en met 28 juni 2008 gehouden en startte in Sint-Petersburg en finishte in Peking. De Rooy reed de Transorientale met een Iveco Trakker EVO I. Hij viel uit door mechanische pech.
De Rooy heeft ook aan Le Dakar 2009 in Zuid-Amerika deelgenomen. Deze startte op 3 januari 2009 in Buenos Aires en ging via Valparaíso (Chili) terug naar Buenos Aires, waar hij finishte op 18 januari 2009. De Rooy bereikte met zijn Ginaf met het Team Kamazmaster een derde plaats bij de trucks.
Op 5 september 2009 startte De Rooy in de Silk Way Rally 2009 die van Kazan (Rusland) via Kazachstan naar Ashgabad (Turkmenistan) ging, waar hij op 13 september 2009 finishte. De Rooy gebruikte de rally om de nieuwe Iveco Trakker EVO I 4×4 racetruck te testen. Hij stond net als in Le Dakar 2009 op het podium, alleen nu op een tweede plaats, wel liep hij een zware blessure op, waardoor hij niet mee kon doen aan Le Dakar 2010.
In 2011 viel de Rooy uit in Le Dakar 2011 in de eerste etappe door fysieke problemen, een erfenis van de Silk Way Rally 2009.
De Rooy ging van start in de Le Dakar 2012 na intensieve trainingen ter versterking van zijn rug.
Hij startte in de nieuwe Iveco Powerstar Torpedo, een truck met neus, waardoor Gerard niet op de vooras zit maar er net achter. Dit zou zijn rug enigszins moeten ontlasten.
Om dit te testen heeft de Rooy meegedaan aan de Rally van Marokko 2011, hier behaalde hij een tweede plaats.
Naast de Rooy ging ook Hans Stacey en Miki Biasion voor Team De Rooy rijden. Het bleek een zeer succesvolle rally voor het team: winnaar in het vrachtwagenklassement werd Gerard de Rooy, tweede werd zijn neef Hans Stacey.

## Palmares Gerard de Rooy aanRally Raids
| Jaar                                                       | Naam Rally / Route                                     | Startnummer                     | Team                            | Merk/Type                          | Positie Trucks Overall                                            | Totale Rijtijd Start/Finish(Afstand Totaal/Special) |
| ---------------------------------------------------------- | ------------------------------------------------------ | ------------------------------- | ------------------------------- | ---------------------------------- | ----------------------------------------------------------------- | --------------------------------------------------- |
| 2002                                                       | Le Dakar Arras - Madrid - Dakar                        | 410                             | Team Jan de Rooy                | DAF FAV 85CF 4x4                   | 6e plaats                                                         | 79h42'65"(9436/6486)                                |
| 2003                                                       | Le Dakar Marseille - Sharm el Sheikh                   | 414                             | Team Gauloises/De Rooy          | DAF FAV 85CF 4x4                   | uitgevallen in etappe 12                                          | 00h00'00"(8552/5216)                                |
| 2004                                                       | Le Dakar Clermont-Ferrand - Dakar                      | 417                             | Team Gauloises/De Rooy          | DAF FAV 75CF 4x4                   | 3e plaats                                                         | 69h42'17"(9505,5/3645,5)                            |
| 2005                                                       | Le Dakar Barcelona - Dakar                             | 516                             | Team Gauloises/De Rooy          | DAF FAV 75CF 4x4                   | 5e plaats                                                         | 80h48'34"(9039/5433)                                |
| 2006                                                       | Le Dakar Lissabon - Dakar                              | 504                             | Team Gauloises/De Rooy          | DAF FAV 75CF 4x4                   | start geweigerd wegens problemen met FIA homologatie van de truck | 00h00'00"(9043/4813)                                |
| 2007                                                       | Le Dakar Lissabon - Dakar                              | 509                             | Team Gauloises/De Rooy          | Ginaf X2222 4x4                    | uitgevallen in etappe 7                                           | 00h00'00"(7915/4309)                                |
| 2008                                                       | Le Dakar Lissabon - Dakar                              | 606                             | Team De Rooy                    | Ginaf X2223 4x4                    | rally afgelast vanwege terreurdreiging                            | 00h00'00"(9273/5736)                                |
| Transorientale Rally Sint-Petersburg - Nur-Sultan - Peking | 404                                                    | Team De Rooy                    | Iveco Trakker EVO I 4x4         | uitgevallen in etappe 12           | 00h00'00"(10724/3708)                                             |                                                     |
| 2009                                                       | Le Dakar Buenos Aires - Valparaíso - Buenos Aires      | 505                             | Team De Rooy                    | Ginaf X2223 4x4                    | 3e plaats                                                         | 50h34'42"(9574/5652)                                |
| Silk Way Rally(Dakar Series) Kazan - Jañaözen - Asjchabad  | 202                                                    | Team De Rooy                    | Iveco Trakker EVO II 4x4        | 2e plaats                          | 29h16'17"(4627/2621)                                              |                                                     |
| 2011                                                       | Le Dakar Buenos Aires - Arica - Buenos Aires           | 501                             | Team De Rooy                    | Iveco Trakker EVO II 4x4           | uitgevallen in etappe 1                                           | 00h00'00"(8697/4222)                                |
| Rally van Marokko Ouarzazate - Zagora - Ouarzazate         | 401                                                    | Petronas - Team De Rooy - Iveco | Iveco Powerstar Torpedo 4x4     | 2e plaats (6e samen met de auto's) | 20h55'43"(2131/1524)                                              |                                                     |
| 2012                                                       | Le Dakar Mar del Plata - Copiapó - Lima                | 502                             | Petronas - Team De Rooy - Iveco | Iveco Powerstar Torpedo 4x4        | 1e plaats (10e samen met de auto's)                               | 45h20'47"(8333/4151)                                |
| Rally van Marokko Erfoud - Zagora                          | 401                                                    | Petronas - Team De Rooy - Iveco | Iveco Powerstar Torpedo 4x4     | 1e plaats (5e samen met de auto's) | 17h22'14"(2074/1544)                                              |                                                     |
| 2013                                                       | Le Dakar Lima - San Miguel de Tucuman - Santiago       | 500                             | Petronas - Team De Rooy - Iveco | Iveco Powerstar Torpedo 4x4        | 4e plaats                                                         | 40h22'59"(8121/3541)                                |
| Baja300 Mitteldeutschland Leipzig                          | 610                                                    | Petronas - Team De Rooy - Iveco | Iveco Powerstar Torpedo 4x4     | 1e plaats (+7,5t) (1e overall)     | 7h36'12"(>480)                                                    |                                                     |
| 2014                                                       | Le Dakar Rosario - Salta / Uyuni - Valparaíso          | 501                             | Petronas - Team De Rooy - Iveco | Iveco Powerstar Torpedo 4x4        | 2e plaats                                                         | 55h03'39"(9188/5212)                                |
| Baja500 Ensenada                                           | 5001                                                   | Petronas - Team De Rooy - Iveco | Iveco Powerstar Torpedo 4x4     | uitgevallen (M-Truck)              | 00h00'00"(>720)                                                   |                                                     |
| Rally van Marokko Erfoud - Zagora - Marrakesh              | 401                                                    | Petronas - Team De Rooy - Iveco | Iveco Powerstar Torpedo 4x4     | 1e plaats                          | 18h45'28"(1992/1441)                                              |                                                     |
| 2015                                                       | Le Dakar Buenos Aires - Iquique / Uyuni - Buenos Aires | 501                             | Petronas - Team De Rooy - Iveco | Iveco Powerstar Torpedo 4x4        | 9e plaats                                                         | 49h30'42"(8159/3759)                                |
| Baja Aragón España Teruel                                  | 400                                                    | Petronas - Team De Rooy - Iveco | Iveco Powerstar Torpedo 4x4     | 1e plaats                          | 08h33'46"(1000/>700)                                              |                                                     |
| Rally van Marokko Zagora - Agadir                          | 460                                                    | Petronas - Team De Rooy - Iveco | Iveco Powerstar Torpedo 4x4     | 5e plaats                          | 17h38'29"(2255/1358)                                              |                                                     |
| 2016                                                       | Le Dakar Buenos Aires - Uyuni - Salta - Rosario        | 501                             | Petronas- Team De Rooy - Iveco  | Iveco Powerstar Torpedo 4x4        | 1e plaats                                                         | 44h42'03"(9039/4320)                                |
| 2017                                                       | Le Dakar Asunción - La Paz - Buenos Aires              | 500                             | Petronas- Team De Rooy - Iveco  | Iveco Powerstar Torpedo 4x4        | 3e plaats                                                         | 28h39'43"(8781/3910)                                |
| Silk Way Rally Moskou - Nur-Sultan - Xi'an                 | 302                                                    | Petronas- Team De Rooy - Iveco  | Iveco Powerstar Torpedo 4x4     | 16e plaats                         | 365h11'32"(9599/4094)                                             |                                                     |
| 2018                                                       | Africa Eco Race Monaco - Nador- Dakhla - Dakar         | 400                             | Petronas- Team De Rooy - Iveco  | Iveco Powerstar Torpedo 4x4        | 1e plaats (4e samen met de auto's)                                | 45h00'53"(6031/3975)                                |